# ラモン・リュイ
ラモン・リュイ（カタルーニャ語: Ramon Llull; カタルーニャ語: [rəˈmon ˈʎuʎ]）またはライムンドゥス・ルルス（ラテン語: Raimundus Lullus、1232年頃 – 1315年6月29日）は、マヨルカ王国・パルマ・デ・マヨルカ出身の哲学者・神学者・神秘家。フランシスコ会第三会（在俗会）会員。
初期のカタルーニャ語文学において主要な作品を制作しており、「カタルーニャ語の父」（カタルーニャ文学の祖）と呼ばれる。リュイはまた計算理論の先駆者とされ、特にゴットフリート・ライプニッツに影響を与えている。

## 経歴

### 初期の経歴

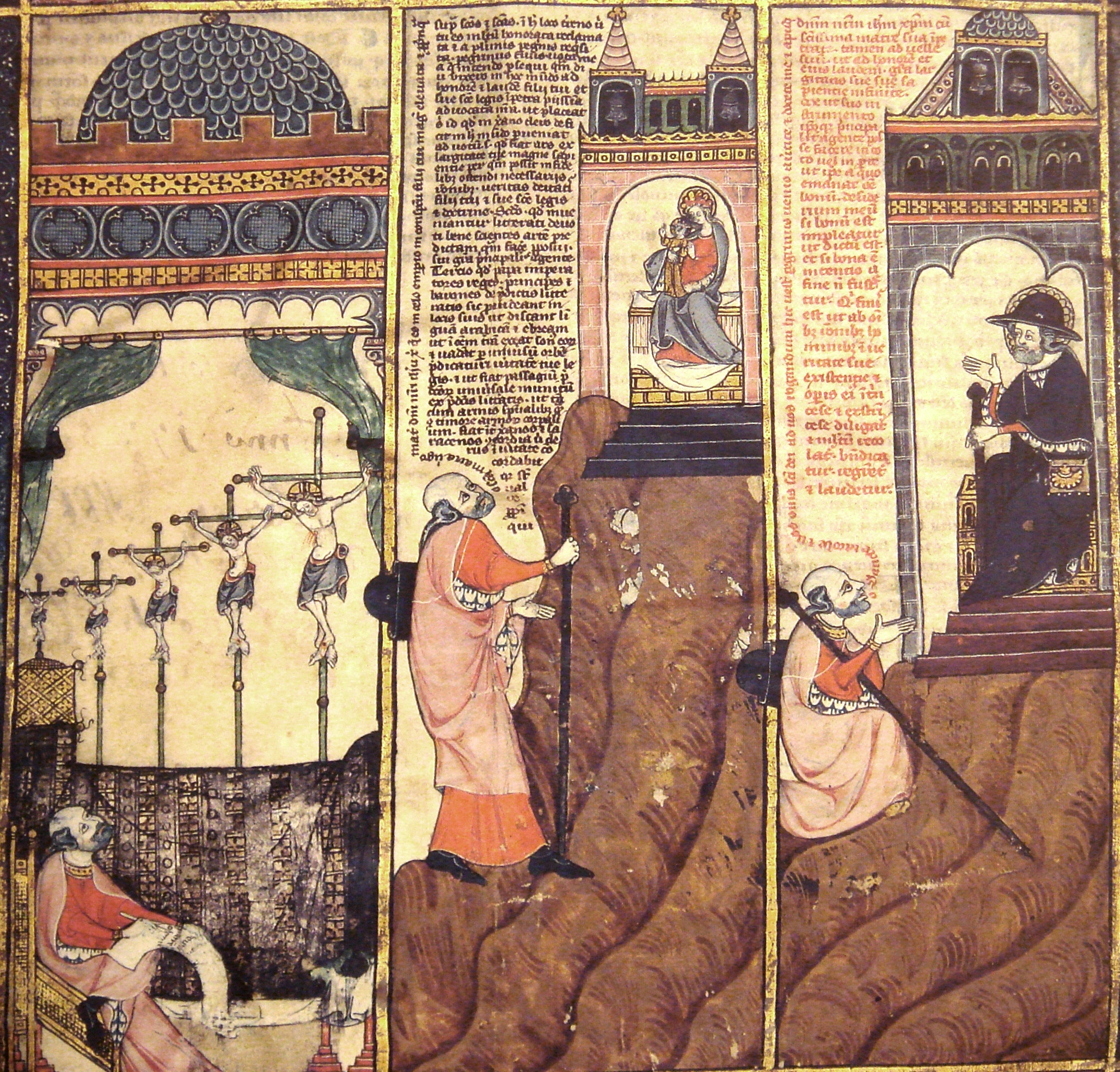
リュイの生涯（14世紀の写本）

1229年にはアラゴン＝カタルーニャ連合王国のハイメ1世がバレアレス諸島のマヨルカ島に侵攻し、イスラーム教徒のムワッヒド朝を退けてマヨルカ島を征服した。ハイメ1世は1231年にマヨルカ王国を建国し、パルマ・デ・マヨルカを主都とした。このキリスト教徒によるマヨルカ島征服後、リュイの両親は植民活動の一環としてイベリア半島本土のカタルーニャ地方からマヨルカ島にやってきた。当時のマヨルカ島はイスラーム教徒のサラセン人が多数を占めており、ユダヤ人も暮らしていた。マヨルカ島はハイメ1世によるキリスト教的生活規範に則りながらも、イスラーム教徒、ユダヤ教徒、キリスト教徒が共存する特異な状況下にあった。
マヨルカ王国成立直後の1232年頃、リュイはパルマにある裕福な家庭に生まれた。幼少期にハイメ1世の小姓となり、廷臣として騎士道や詩作などの素養を身につけた。ハイメ1世の次男ハイメ（後のマヨルカ王ジャウメ2世）の守役となり、後の1291年にハイメがマヨルカ王となるとセネスチャル（アラゴン王室の行政長、すなわち執事長）として相談相手を務めている。25歳頃の1257年にはブランカ・ピカニーと結婚し、一男一女（ドメネク、マグダレーナ）を儲けた。こうしてリュイは一家の主となったが、トルバドゥール（吟遊詩人）のように勝手気ままで浪費的な生活を続けた。

### 回心と独学
30歳頃の1263年には宗教的な啓示を受け、この時の様子を後に自伝『Vita coaetanea』に書いている。リュイは計6回の啓示を受け、神に仕える生活を追求するために家族・地位・所有資産を手放す決心を下した。具体的には、リュイは以下の3点を企てた。
1. 主に全身全霊を捧げるために、サラセン人（イスラーム教徒）をカトリック信仰に改宗させ、そのためには死をも辞さない
2. 異教徒の誤謬を論駁するためにこの世で最高の書物を著す
3. 異教徒の地でカトリック信仰の真理を宣教する宣教師のために、外国語教育を目的とした修道院の設立を促進する

1265年にはイベリア半島北西部のガリシア地方にあるサンティアゴ・デ・コンポステーラへの聖地巡礼を行った。その帰路でアラゴン＝カタルーニャ連合王国の中心都市であるバルセロナに立ち寄り、フランスのパリに出て学問を修める決意を固めたが、家族やドミニコ会司祭の助言で断念し、マヨルカ島に戻った。わずかな財産を妻子に残すと、それ以外の全財産を処分。マヨルカ島でラテン語、自由学芸（自由七科）、神学、哲学などを独学し、約9年に渡ってムーア人の奴隷からアラビア語とアラビア文化を学んだ。

### 著作活動

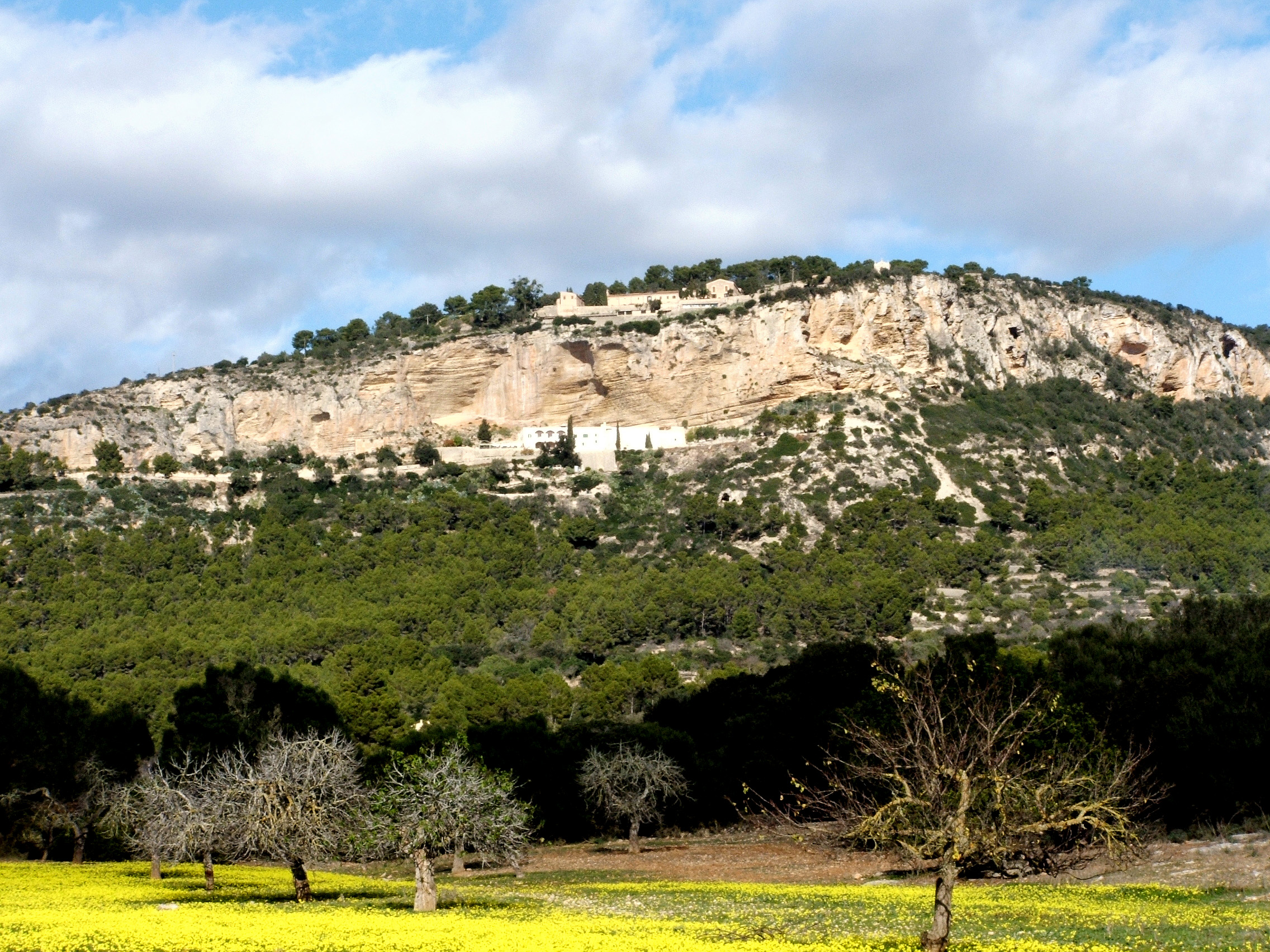
ランダ山の修道院

1271年から1274年の間に、イスラーム教徒の思想家であるガザーリーの理論の概要と黙想を通じて真実を見つけるための長大な手引書『神の観想についての書』を書いた。1274年にはリュイがアラビア語を学んだムーア人奴隷が死去し、マヨルカ島のランダ山で啓示を得て、『真理に到達するための術の提要』の草稿を書いた。その後にはランダ山の修道院に入り、神からイスラーム教徒のサラセン人に対する福音宣教の召しが与えられたという確信を得た。
1275年にはフランシスコ会の神学専門家がリュイの著書の内容を精査。1276年にはハイメ（後のマヨルカ王ジャウメ2世）の財政的援助の下、ローマ教皇ヨハネス21世の承認を得て、マヨルカ島のバルデモーサのミラマールにアラビア語学院を設立した。こうして13年前に志した三点のひとつが実現し、13人のフランシスコ会士がアラビア語や「術」を学び始めた。リュイが1287年にマヨルカ島を出た後には適役の後任が見つからず、このアラビア語学院は開校から12年後に閉鎖されている。
1276年から1287年にはマヨルカ島のミラマールと南フランスのモンペリエで過ごし、1283年にはモンペリエで小説『エヴァストとアローマとブランケルナについての書』を著した。リュイは常に宣教の志を胸に秘めており、1287年以降には地中海地域の全域をめぐって宣教活動を行っている。1287年にはローマ教皇庁を訪問したほかに、初めてフランスのパリを訪れ、フランス王フィリップ4世（美麗王）に謁見して「術」の啓蒙活動の重要性を提言した。1290年にはフランシスコ会総長のライムンド・ガウフレディからイタリアの諸修道院で「術」を教えるよう依頼され、1292年にはローマ教皇ニコラウス4世から公式に顕彰された。

### 宣教活動

リュイの宣教活動

この頃にはすでに60歳を越えていたが、リュイは北アフリカで最初の宣教活動を行った。1293年には北イタリアのジェノヴァで健康を害したが、1294年に南イタリアのナポリで静養した後に故郷のマヨルカ島に戻った。1295年にはローマに滞在して『学問の樹』の執筆に取りくみ、1297年から1299年にはパリに滞在して『愛の哲学の樹』をフィリップ4世に献呈した。1297年にはパリ大学でドゥンス・スコトゥスと議論を交わしている。リュイはヨーロッパのユダヤ人をカトリックに改宗させることにも熱心であり、ユダヤ人やユダヤ教のカトリックに対する影響を緩和させようとしていた。バルセロナのシュロモー・イブン・アデレト、サレルノのMoshe ben Shlomoなどのラビがリュイの論争相手となった。
1300年からは約1年間マヨルカ島に戻ったが、1302年には地中海東部のキプロス、アルメニア、エルサレムを訪れた。1303年から1305年にはジェノヴァに滞在し、さらには3度目のパリ訪問を行った。1307年には北アフリカに2度目の宣教旅行を行い、1308年にはピサで『結合術』を著した。1309年には再びパリを訪れ、『アヴェロエス主義駁論』など30編以上の作品を残した。当時のパリではイスラーム世界の哲学者であるイブン・ルシュド（アヴェロエス）の思想からなるラテン・アヴェロエス主義が興隆しており、リュイは作品を執筆するほかにラテン・アヴェロエス主義者と論争を行っている。1311年のヴィエンヌ公会議ではリュイの提唱によって、アラビア語・ヘブライ語・カルデア語の3言語を、パリ大学、ローマ大学、ボローニャ大学、サラマンカ大学、オックスフォード大学の5大学で教えることが認められたが、「術」の使用は却下された。
1313年から1314年には南イタリアのメッシーナに滞在し、1314年から1315年にはイスラーム教徒の土地に3度目の伝道に赴いた。アラゴン王ハイメ2世の親書をこの地のスルタンに届け、さらには自身の著作も献上している。1315年12月から1316年3月のあいだ、チュニスでの宣教の際にイスラーム教徒に石を投げられた。この時のけがが元で、マヨルカ島に帰郷後すぐに死去した。なお、マヨルカ島帰郷前に死去したとする説もある。生年・没年ともに複数の説があるが、いずれにしてもリュイの生涯は84年から90年であり、当時としてはかなりの長寿であった。

## 評価

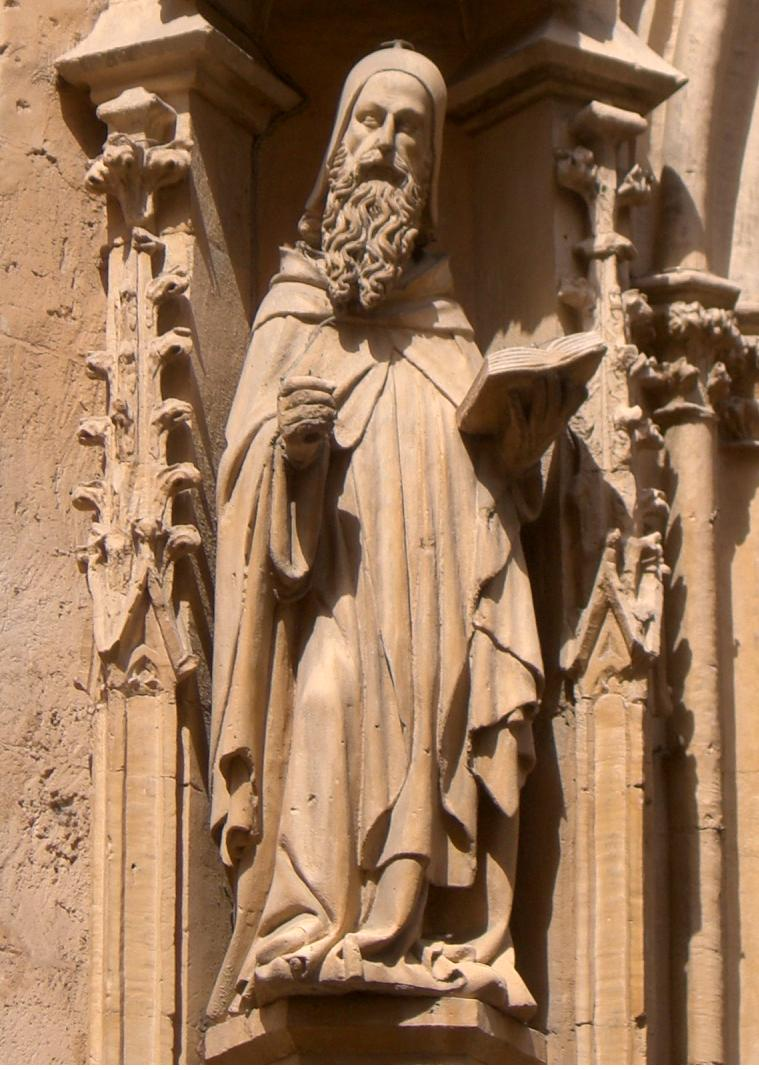
リュイが生涯に訪れた都市

1200年代末から1300年代初頭にかけて、文字列を生成する機械仕掛け（日本では、「ルルスの円盤」等と呼ばれる）によって世界の真理を得る術（ルルスの術、アルス・マグナ）を考案する。ガリヴァー旅行記のラピュータで出てくるザ・エンジンはこれに着想を得たものとする説がある。これについて『ブルバキ数学史』は、ライプニッツの数学における、記号の機械的な操作のみによることで、正しい推論のみを得る、という発想について、ラモン・リュイにまで遡ることができる、としている。
哲学者、神学者、神秘家（神秘思想家）、宣教者（宣教師）、百科全書家、教育者、作家（著述家）、詩人、騎士、宮廷詩人、医者、薬学者、数学者、語学研究者、など、リュイには様々な肩書が与えられている。夢想家、ユートピアン（理想主義者）、狂気の人（狂気に満ちた人）、見神博士、カタルーニャ文学の祖、魔術師などという二つ名がつけられている。
リュイはその著書の中で、聖書、クルアーン、タルムード、プラトン、アリストテレス、ディオニュシオス・ホ・アレオパギテス、アエギディウス・ロマヌス、サン＝ヴィクトルのリカルドゥス、カンタベリーのアンセルムスなどを引用している。ペトルス・ロンバルドゥスの『命題集』、アウグスティヌスの『三位一体論』、トマス・アクィナスの『対異教徒大全』などの教会博士も引用している。イブン・スィーナー（アヴィセンナ）、マテウス・プラテアリウス、コンスタンティヌス・アフリカヌスなどの意見を批判している。
リュイはドミニコ会の神学者であるアクィナス（1225年頃-1274年）より約10歳若い。活動内容や影響力の点でリュイはアクィナスと遜色ないとされる。リュイもアクィナスも聖書や教父の写本に精通し、イスラーム思潮やアリストテレス哲学などに影響を受けながらもそれらと思想を異にしていた点で共通している。リュイは中世キリスト教思想と近代思想の橋渡し役となったとされる。さらには、キリスト教思想とイスラーム教やユダヤ教などの異教思想の対話において先駆的な役割を果たしたとされる。
死後の1376年、カトリックの尋問官であるニコラウス・エイメリクスはリュイによる100の理論や思想を考え違いであるとして非難した。同じく1376年には、ローマ教皇グレゴリウス11世が公式にリュイの20の著作を非難し、やがてローマ教皇パウロ4世がグレゴリウス11世による非難を追認した。一方で、1416年にはローマ教皇マルティヌス5世がグレゴリウス11世による非難を撤回した。このように死後にローマ教皇による非難は受けたものの、生前のリュイはカトリック教会と良好な関係を保った。フランシスコ会においてリュイは殉教者とされており、1857年にはローマ教皇ピウス9世によって列福された。リュイの祝祭日は6月30日であり、フランシスコ会第三会によって祝われている。

## 影響

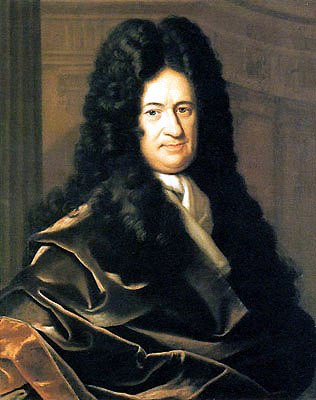
ライプニッツ

14世紀前半にはパリやバレンシアなどでリュイの信奉者が学派を形成した。特にリュイが4度滞在したパリでは、講義を聴講したパリ大学の学生が中心となってリュイの思想の伝承に務め、聴講生のトマ・ル・ミエジェは『リュイ選集』や『小約格言集』を刊行した。15世紀にはヨーロッパ全土にリュイの思想が伝わり、カタルーニャ地方、マヨルカ島、イタリア、フランス、ドイツなどにリュイ信奉者の学派が広がっていった。16世紀後半にはスペイン国王のフェリペ2世がリュイの著作物を収集して各地の図書館で保管することに努めた。フェリペ2世は神学者や修道者などにスペイン国内で活動することを求め、16世紀のスペインでは神秘霊性が活性化された。イエズス会の創立者であるイグナチオ・デ・ロヨラ（1491年-1556年）、神秘家で修道院改革者のアビラのテレサ（1515年-1582年）、同じく神秘家で修道院改革者の十字架のヨハネ（1542年-1591年）などが活躍したが、いずれの人物にもリュイの思想に影響されている。
17世紀後半には哲学者や数学者であったゴットフリート・ライプニッツがリュイの「術」やリュイ主義者の「記憶術」を洗練させた。ライプニッツのおかげでリュイに対する関心が再度高まったとされる。19世紀から20世紀になると、リュイの思想は「神秘的な魔術」としての地位に落ち込み、オカルティズム、神智学、秘密結社などが用いる道具となった。しかし、現代になると再びリュイに対する関心が強まり、数理論理学、象徴記号学、図像学などの分野でリュイの再評価が始まった。1957年にはリュイの思想を専門とする雑誌「ルルス研究」が刊行され、1960年、1976年、1984年にはリュイの思想を主題とする国際学会が開催された。リュイの出生地であるマヨルカ島にはマヨルカ・リュイ学院が、ドイツのフライブルクにはラモン・リュイ研究所が設立され、それぞれリュイの思想を探求している。
特にバルセロナ大学やバレンシア大学などでリュイの思想の普及が行われている。リュイはもっとも大きな影響力を持つカタルーニャの著作家とされている。英語が「シェイクスピアの言語」、フランス語が「モリエールの言語」、スペイン語が「セルバンテスの言語」、ドイツ語が「ゲーテの言語」と呼ばれることがあるように、カタルーニャ語はしばしば「リュイの言語」と呼ばれる。スペインの科学研究高等評議会はロゴマークにリュイの『学問の樹』を採用している。カタルーニャ語やカタルーニャ文化を世界に発信する公的機関として、2002年にはインスティトゥット・ラモン・リュイが設立された。スペイン語におけるインスティテュート・セルバンテス（セルバンテス文化センター）、フランス語におけるアリアンス・フランセーズ、英語におけるブリティッシュ・カウンシル、イタリア語におけるダンテ・アリギエーリ協会、ドイツ語におけるゲーテ・インスティトゥートなどと同様の役割を持っている。

### リュイの思想の継承者
- トマ・ル・ミエジェ(Thomas le Myésier, -1336) : パリでリュイの著作集を編集。[39][40]
- ラモン・シビウダ（英語版）(-1436) : カタルーニャの教育者・哲学者。リュイと同じマヨルカ島生まれ。トゥールーズ大学（フランス語版）で教鞭をとる。[39]
- ハイメリクス・デ・カンポ（英語版）(1395頃-1460) : フランドルの神学者・哲学者。ニコラウス・クザーヌスにリュイを教示。[39]
- ジャック・ルフェーヴル・デタープル(1455-1536) : フランスの人文学者。『リュイ著作集』を編纂。[39][40]
- シャルル・ド・ボヴェル（英語版）(1479-1553) : フランスの数学者。初めてリュイの伝記を著す。[39]
- フランシスコ・ヒメネス・デ・シスネロス(1436-1517) : スペインの枢機卿・トレド大司教。コンプルテンセ大学の創設者。リュイの神学と哲学の講義を開講。[39]
- ベルナール・ド・ラヴィネータ（英語版）(-1530頃) : バスク地方のフランシスコ会士。リュイの著作を数多く刊行。リュイの「アルス・マグナ」の解説書を通じてパリ大学で教鞭をとる。[39]
- ハインリヒ・コルネリウス・アグリッパ(1486-1535) : ドイツの魔術師・人文主義者・神学者。ドイツで初めてリュイの「術」を解説。「結合術」の構築を試みる。[39][40]
- フェリペ2世 : スペイン国王。熱心なリュイの信奉者。王宮に設けた図書館にリュイの著作を多数集める。[39][40]
- ヨハン・ハインリヒ・アルシュテット（英語版）(1588-1638) : ドイツの百科全書家。リュイの著作を数多く刊行し、「術」を擁護。[39]
- アタナシウス・キルヒャー(1601-1680) : ドイツの自然科学者・イエズス会員。リュイの「術」の完成を試みる。[39]
- イーヴォ・ザルツィンガー(Ivo Salzinger, 1669-1728) : 自然科学者・博物学者・錬金術師。ラテン語版のリュイ全集の刊行を企てる。「マインツ版」を刊行。[39]

### リュイに影響を受けた人物
- ニコラウス・クザーヌス(1401-1464) : ドイツの哲学者・神学者。リュイの思想が『知ある無知』に影響。[39][40]
- ヨハンネス・ベッサリオン(1399?-1472) : 東ローマ帝国の人文主義者・枢機卿。コンスタンティノポリス総大司教。[39]
- ピコ・デラ・ミランドラ(1463-1494) : イタリアの哲学者。『アポロギア』でリュイの思想とカバラ（カバラー）の類似性を指摘。[39][40]
- ジョルダーノ・ブルーノ(1548-1600) : イタリアの哲学者・自然科学者。リュイの思想に影響されて記憶術を開発。[39][40]
- ゴットフリート・ライプニッツ(1646-1716) : ドイツの哲学者・数学者。『結合法論』でリュイの「術」や「記憶術」を洗練化。[39][40]

### 反リュイ主義者
- ニコラウス・エイメリクス（英語版）(1320-1399) : アラゴン王国の異端尋問所長官。リュイを告発。[39]
- ジャン・ジェルソン(1363-1429) : フランスの神学者。パリ大学総長。パリ大学でリュイについて講じることを禁止。[39]
- ベニート・ヘロニモ・フェイホー・イ・モンテネグロ（英語版）(1676-1764) : スペインの修道士・啓蒙主義者。リュイを攻撃。[39]

## 著作
リュイはラテン語、カタルーニャ語、アラビア語などで著作を残した。真正な著作265、擬書（仮託文書）400がリュイの作品として伝わっている。当時はラテン語で著作を執筆することが慣例であったが、リュイは大多数をカタルーニャ語で執筆した。ラテン語以外の言語を用いた中世初のキリスト教的哲学者であるとされ、ダンテ・アリギエーリ（1265年-1321年、イタリア語）やマイスター・エックハルト（1260年頃-1328年頃、ドイツ語）に先んじ、自言語を使用する著述家の先駆けとなった。宣教相手であるイスラーム教徒の言語（アラビア語）でも執筆したことも特筆される。
1276年から1278年にマヨルカ島で著した『愛する者と愛された者についての書』は、「リュイの神秘主義のみならず全哲学が要約されている」と評価され、数多くの言語に翻訳されている。文学的著作の中でもよく知られた『エヴァストとアローマとブランケルナについての書』（『ブランケルナ』）は教育論的説話である。アラビア語の著作は散逸しており、一作も現存しない。

### 代表的著作

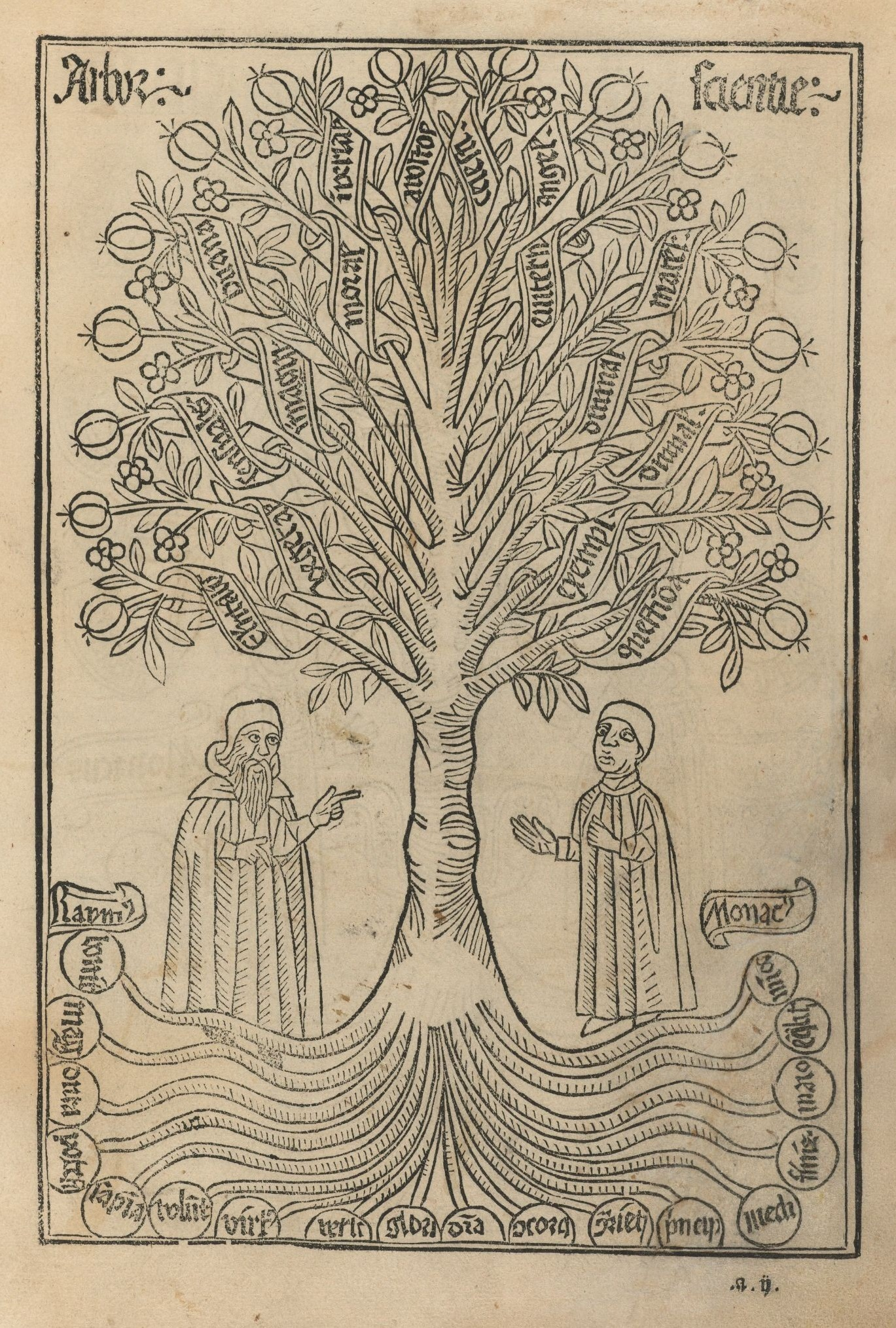
『学問の樹』（1505年刊行版）

著名なリュイ研究者（ルリスタ）であるトマス・カレーラス・イ・アルタウは、リュイの著作を10の分野に分類している。詳しくはカタルーニャ語版にあるリュイの著作一覧を参照。
- 百科全書的著作
  - 『学問の樹（英語版）』1296年[26][42]

- 自然学的著作
  - 『新自然学概説』1310年[26][42]

- 哲学的著作
  - 『人間論』1300年[42]
  - 『知性の上昇と下降についての書』1304年[42]
  - 『真理発見のための簡略な術』1308年[26][42]
  - 『究極の一般術（カタルーニャ語版）』1308年[26][42]

- 神学的・護教的著作
  - 『異教徒と三賢人についての書』1274-1276年[26][42]
  - 『神の術』1308年[26][42]

- 対アヴェロエス主義的著作
  - 『対話によるライムンドゥスの言明あるいはボエティウスとシゲルスの誤謬駁論』1298年[26][42]

- 神秘主義的著作
  - 祈りと観想の術に関する書
    - 『神の観想についての書』1271-1273年[26][42][43]
    - 『分別知の祈りと観想』1273-1275年頃[26][42][43]
    - 『観想の術』1282-1287年[26][42][43]
    - 『神の百の名』1289年[26][42][43]
    - 『ライムンドゥスの観想』1297年[26][42][43]
    - 『祈りについての書』1299-1300年[26][42]
    - 『簡略な観想』1313年[26][42][43]

  - 愛に関する書
    - 『神の観想についての書』1271-1273年[26][42]
    - 『愛する者と愛された者についての書』1276-1278年[26][42][43]
    - 『愛の術』1290年[26][42][43]
    - 『愛の華と知解の華』1294年[26][42][43]
    - 『愛の哲学の樹』1298年[26][42][43]

- 教育学的著作
  - 『騎士道論』1275年[42]
  - 『児童のための公教要理』1282-1287年[26][42]
  - 『教育的格言集』1309年[26][42]

- 十字軍と宣教に関する著作
  - 『目的についての書』1305年[26][42]

- 文学的著作
  - 『エヴァストとアローマとブランケルナについての書（英語版）』1283年-1285年[26][42][43]
  - 『驚異についての書あるいは世界の驚異を経験するフェリシュ』1287-1289年[26][42]

- 韻文による著作
  - 『聖母マリアの嘆き』1276-1285年[26][42]

## ラモン・リュイ大学
ラモン・リュイ大学（カタルーニャ語: Universitat Ramon Llull: URL）は、スペイン・カタルーニャ州バルセロナ県バルセロナに拠点を置く私立大学（カトリック大学）。1990年創設。7つの異なるカレッジの集合体であり、その多くはバルセロナのダウンタウンに位置する。

### 大学の母体
大学の名称は13世紀に活躍した哲学者・著述家のラモン・リュイに因んでいる。1989年10月に4つの教育機関が集まって、1990年3月1日にラモン・リュイ大学が設立され、1991年5月10日にカタルーニャ州議会によって承認された。その後複数の教育機関が加わっている。
設立時の4教育機関
- ラ・サリェ工学・建築学校（スペイン語版） : 1903年設立。
- サリア化学インスティテュート（スペイン語版）(IQS) : 1905年設立。
- ブランケルナ財団（スペイン語版） : 1948年設立。
- カタルーニャ哲学聖職者学校（スペイン語版） : 1864年設立。哲学科と人文学科を内包。

後から加わった教育機関
- ESADE : 1958年にイエズス会が設立。ビジネススクールとロースクールを内包。
- パレ・タレス社会研究大学学校 : 1998年設立。
- エブロ観測調査インスティテュート : 1904年設立。
- ビダル・イ・バラケール財団 : 1964年設立。精神衛生が専門。
- ボルハ生命倫理インスティテュート（スペイン語版） : 1974年設立。
- ESDiデザイン高等教育学校 : 1989年設立。

### 大学の学部
- 哲学部
- ブランケルナ心理・科学教育・スポーツ学部
- ブランケルナ情報・国際関係学部
- ブランケルナ健康科学部
- パレ・タレス社会教育・社会労働学部
- サン・イグナシオ観光・ホテル経営学部
- ラ・サリェ通信技術工学大学学校
- ラ・サリェ情報電子工学高等工科学校
- ラ・サリェ建築高等工科学校
- ESDiデザイン学校（英語版）
- ESADEビジネススクール
- ESADEロースクール
- IQS工学学校
- IQS経営学校

## 文献

### その他の文献
- Badia, Lola; Santanach, Joan; Soler, Albert (2016). Ramon Llull as a Vernacular Writer. London, UK: Tamesis
- Aquila Barber, William Theodore (1903). Raymond Lull, the illuminated doctor : a study in mediaeval missions. London, UK: C.H. Kelly
- Bonner, Anthony (1985). Doctor Illuminatus. A Ramon Llull Reader. includes The Book of the Gentile and the Three Wise Men, The Book of the Lover and the Beloved, The Book of the Beasts, and Ars brevis. London, UK: Princeton University
- Bonner, Anthony (2007). The Art and Logic of Ramon Llull: A User's Guide. Leiden, NED: Brill
- Fidora, Alexander; Rubio, Josep E. (2008). Raimundus Lullus, An Introduction to His Life, Works and Thought. Turnhout, BEL: Brepols
- Hillgarth, J.N. (1971). Ramon Lull and Lullism in Fourteenth-Century France. London, UK: Oxford University
- Johnston, Mark. D (1987). The Spiritual Logic of Ramón Llull. Oxford, UK: Clarenden Press
- Quintana, Antonio Monserat (1987). La Visión Lulliana del Mundo Derecho. Palma de Mallorca, ESP: Institut d'Estudis Baleàrics
- Michela, Pereira (1989). The Alchemical Corpus attributed to Raymond Lull. London, UK: The Warburg Institute
- Riber, Lorenzo (1935, 1949 エラー: 日付が正しく記入されていません。). Raimundo Lulio. Barcelona, ESP: Editorial Labor
- Walsh, William Thomas (1940). Characters of the Inquisition. Tan Books and Publishers, Inc. ISBN 0-89555-326-0
- Yates, Frances (1979). The Occult Philosophy in the Elizabethan Age. London, UK: Ark Paperbacks
- Yates, Frances (1982). Lull and Bruno. in Collected Essays: Lull & Bruno, vol. I. London, UK: Routledge & Kegan Paul.
- Zwemer, Samuel Marinus (2006). Raymund Lull, first missionary to the Moslems. London, UK: Diggory Press. ISBN 978-1-84685-301-2